# Kyrkfjärden (Brändö, Åland)
Kyrkfjärden är en fjärd i Åland (Finland). Den ligger i den östra delen av landskapet, 70 km öster om huvudstaden Mariehamn.